# Banshee (Linux)
Banshee – odtwarzacz muzyki dla systemów z rodziny Linux, MacOS, Windows. Został napisany z użyciem platformy Mono i biblioteki GTK+. Do odtwarzania dźwięku oraz dekodowania i kodowania takich formatów jak Ogg Vorbis, MP3, FLAC itp., używa platform GStreamer i Helix. Banshee potrafi odtwarzać i importować muzykę, także z iPodów. Dzięki systemowi wtyczek możemy korzystać z raportowania granych utworów na liście Last.fm. Banshee jest wolnym oprogramowaniem, rozprowadzanym na licencji MIT.
10 czerwca 2008 r. ukazała się wersja 1.0 programu. Układ okna zawiera obecnie przeglądarkę artystów/albumów. Z pozostałych funkcji warto wyróżnić obsługę przenośnych odtwarzaczy muzycznych (także iPodów), integrację z programem do nagrywania Brasero, możliwość odtwarzania plików wideo, dostęp do opcji oferowanych przez Last.fm (scrobblowanie utworów, podgląd ostatnio ulubionych i odsłuchanych utworów i podgląd ulubionych wykonawców, pokazywanie wykonawców podobnych do wykonawcy aktualnie słuchanego utworu) oraz zmiany mające na celu zwiększenie wydajności programu. Dodatkowo program ma możliwość pobierania informacji o wykonawcy z Wikipedii oraz wyświetlania filmów wykonawcy udostępnionych w serwisie YouTube.